# اصطدام قطار ريو دي جانيرو 2007
اصطدام قطار ريو دي جانيرو وقع الاصطدام في 30 أغسطس 2007م عندما اصطدم قطاران في ضاحية نوفا إيغواسو في ريو دي جانيرو بالبرازيل. قُتل في الحادث أحد عشر شخصًا.
وقع الحادث الساعة 16:09 عند تقاطع طرق بالقرب من محطة أوستن في نوفا إيغواسو في منطقة بايكسادا فلومينينسي بضواحي ريو دي جانيرو. اصطدم قطار ركاب كان يقل 850 شخصًا بمؤخرة قطار ركاب فارغ مما أسفر عن مقتل 8 أشخاص وإصابة 111 شخصًا بجروح خطيرة.